# Andreu Tanca
Andreu, conegut per "Tanca", fou jutge de Torres al segle xi. Fou probablement germà de Marià I de Zori, de Susana de Zori i de Pere de Serra. Fou pare de Marià I de Torres, de Comit i de Pere de Serra (morts els dos darrers passat el 1065) i de Jordina. El seu temps ja s'havia construït la basílica de San Gavino a Porto Torres, la capital que havia substituït Ardara. Més tard la capital va passar a Thathari (Sassari). El jutjat fou conegut també com a Logudor (deformació que vol dir Lloc de Torres).